# Los Cuarteros
Los Cuarteros - Villananitos es una pedanía del municipio de San Pedro del Pinatar en la comunidad autónoma de Murcia en España. Es una de las cuatro pedanías costeras del municipio, en ella se encuentra la playa de Villananitos en el Mar Menor. Se trata de una zona residencial que tiene una mayor población en verano. Esta localidad se creó en el siglo XVIII como un poblado de pescadores que se convierte en pedanía al crearse el municipio de San Pedro del Pinatar en 1836. Por una parte limita con la pedanía de Lo Pagán y por otra con el parque natural de las Salinas y Arenales de San Pedro del Pinatar.
Entre otros servicios dispone de un instituto de enseñanza secundaria llamado Dos Mares.

## Galería de imágenes

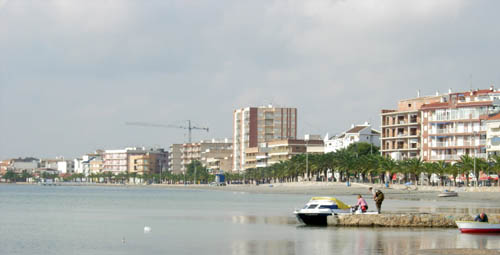
Vista desde un extremo de la playa de Villananitos.
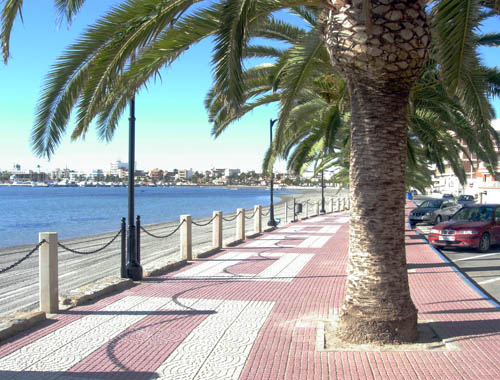
Un paseo marítimo bordea toda la playa.
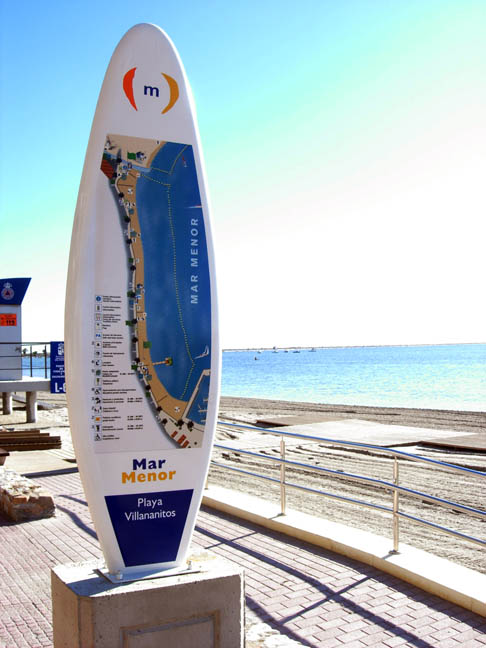
Una réplica de tabla señala las instalaciones de la playa.

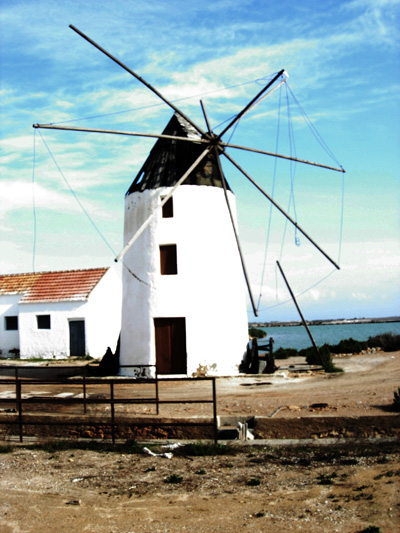
El Molino de Quintín señala la entrada al parque natural.
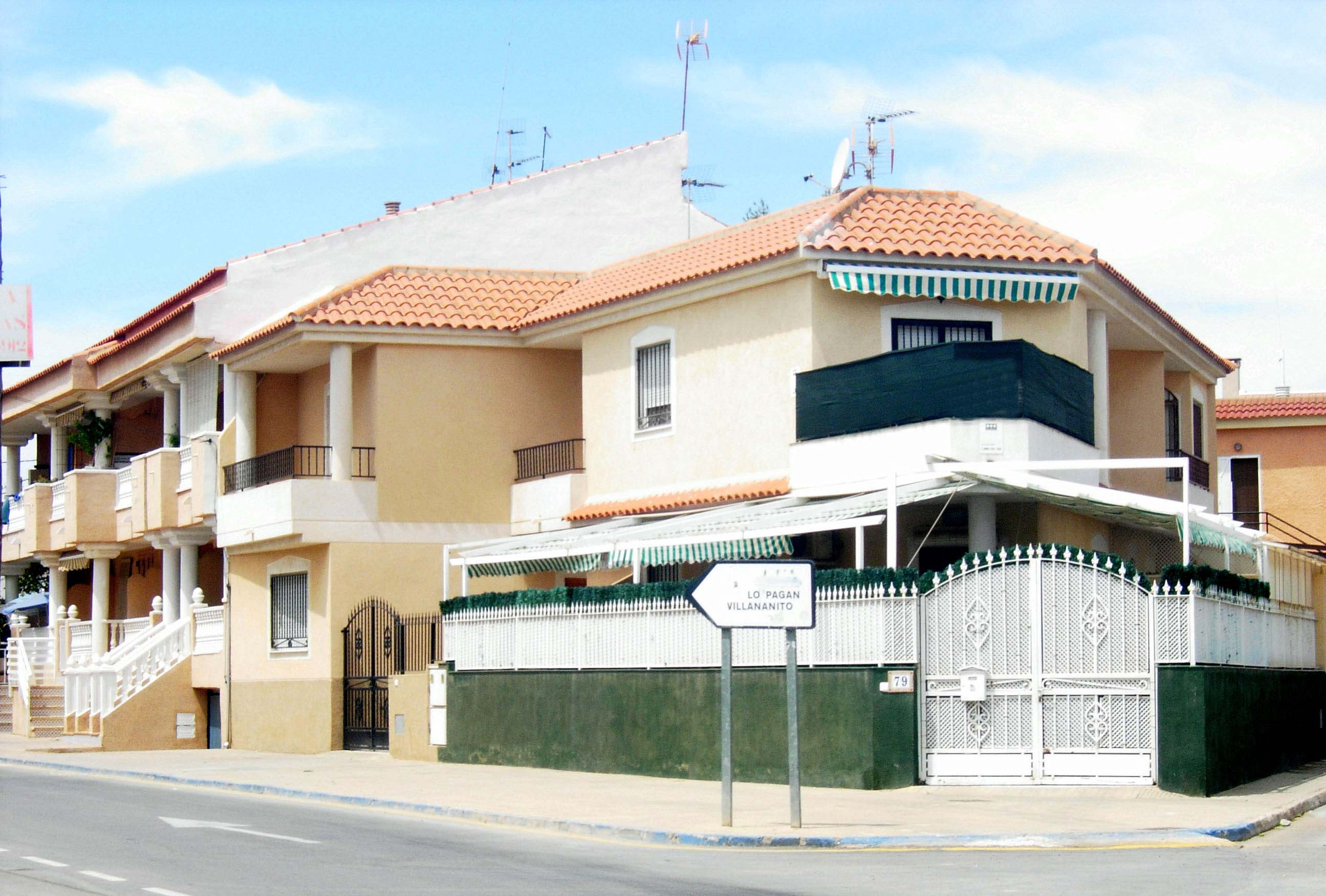
Detalle de algunas viviendas.
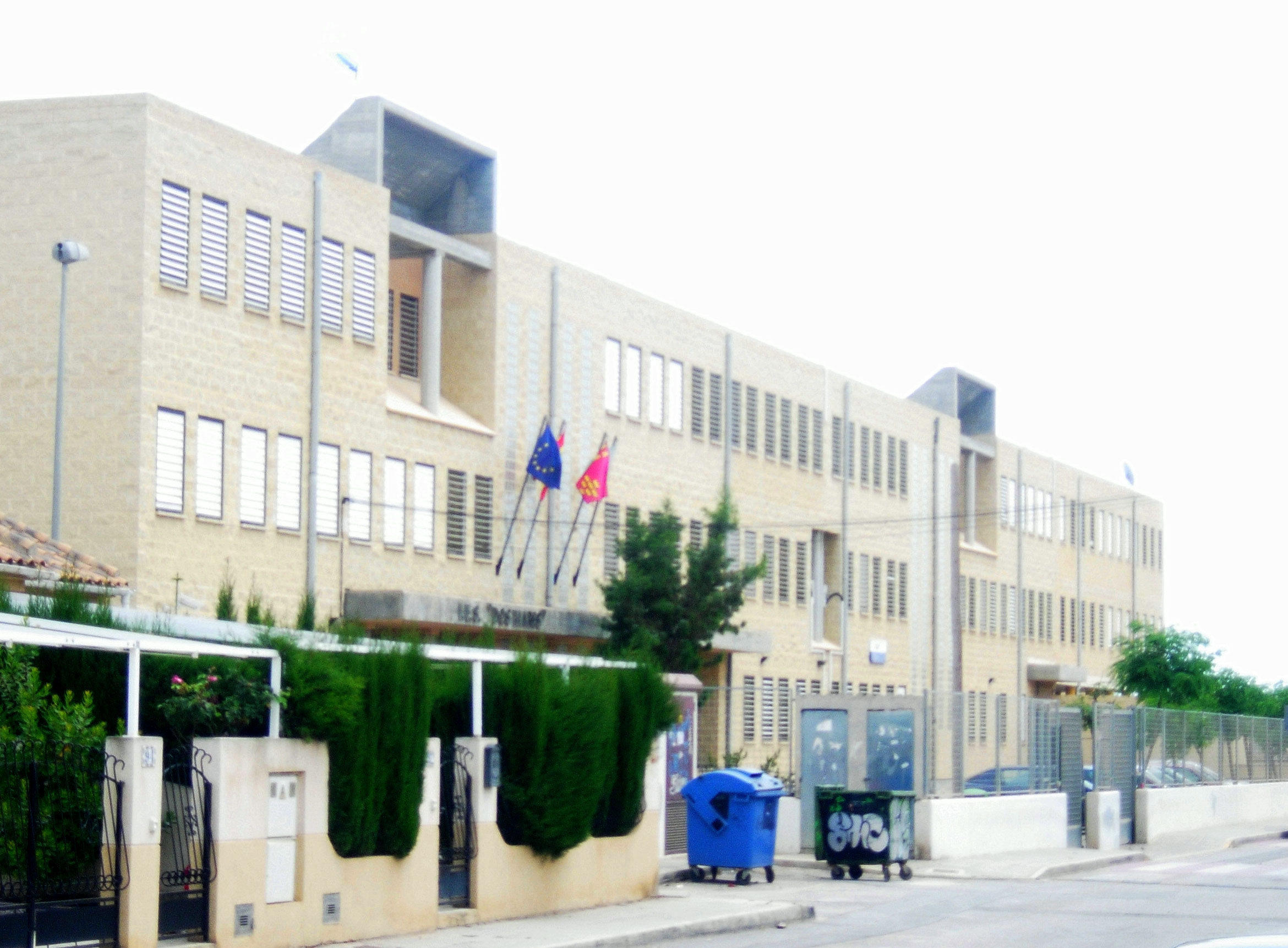
IES Dos Mares.

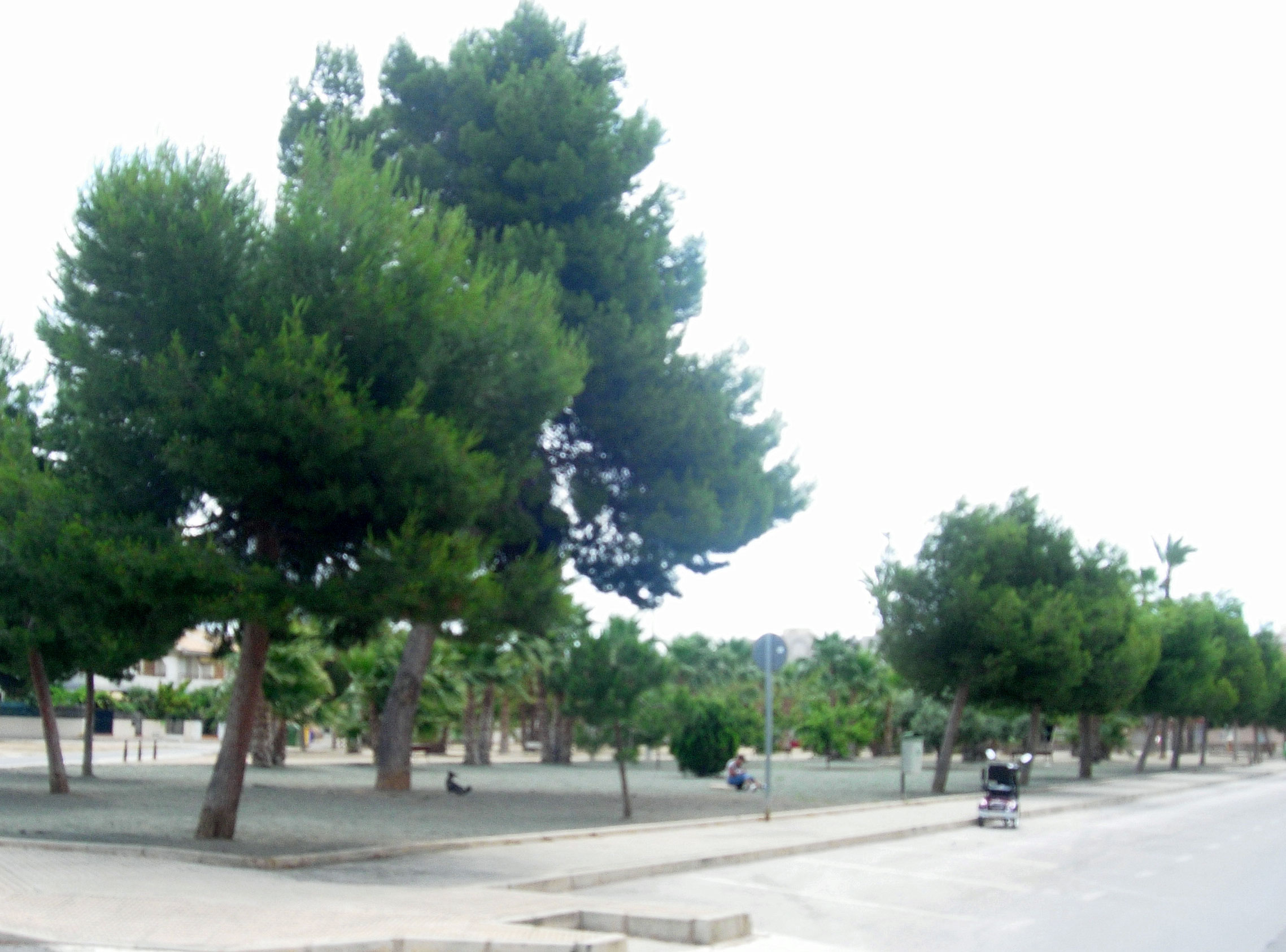
Un parque de la pedanía.